# Tennesseefloden

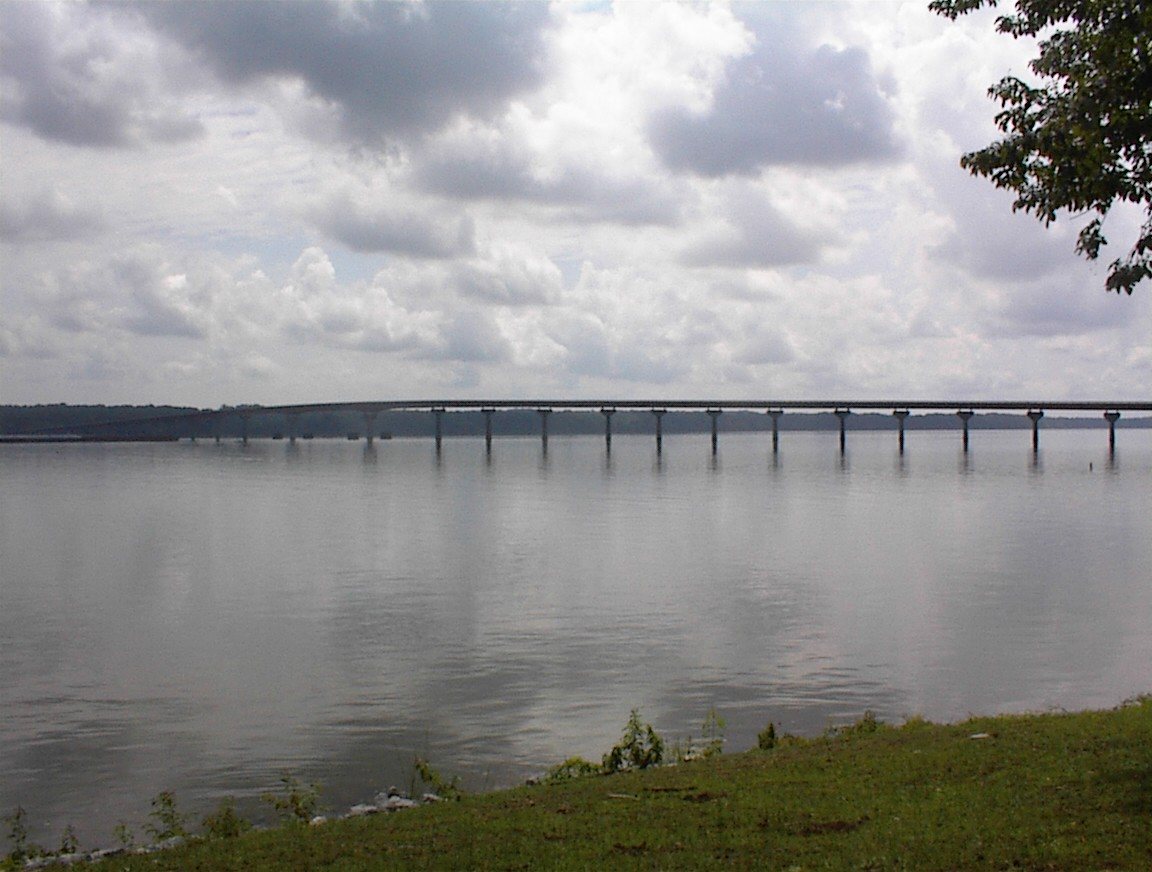
Tennesseefloden vid Cherokee, Alabama

Tennesseefloden är en flod i Tennessee, Alabama och Kentucky i USA som mynnar ut i Ohiofloden. Den är omkring 1 049 km lång och ligger i den sydöstra delen av USA i Tennesseedalen. Floden var en gång känd under namnet Cherokee River, tillsammans med flera andra namn. 